# Thalatha hippolopha
Thalatha hippolopha là một loài bướm đêm trong họ Noctuidae.